# Famille de Scey-Montbéliard
La famille de Scey-Montbéliard est une famille subsistante de la noblesse française, d'extraction féodale, ou d'ancienne extraction, originaire de Franche-Comté. Plusieurs auteurs donnent une filiation suivie de la famille de Scey jusqu'à Pierre, sire de Ceys, qui, par un acte de 1090, rendit une portion du fief de Montfaucon dont il s'était emparé de force à Amédée Ier de Montfaucon. Régis Valette indique la date de 1449 comme « principe de noblesse datée ». 1449 est la date de la première admission d'un membre de la famille de Scey dans l'ordre de Saint-Georges en Franche-Comté, qui demandait des preuves de noblesse de seize quartiers, et jusqu'à neuf degrés du côté paternel.
La famille de Scey tire son nom de la terre de Scey-en-Varais et ses premiers membres connus sont cités en 937 avec Attelle (ou Attella) nobilis matrone, veuve de N. de Scey (N. de Cey), châtelaine de Scey-en-Varais, bénéficiaire à titre précaire avec ses deux fils de la terre de Frontiniacum de la part de Gerfroi, archevêque de Besançon. Attelle est donnée par des historiens comme la fille d'Albéric de Narbonne, comte de Mâcon.
La famille de Scey ajouta à son nom celui de Montbéliard à la suite de l'alliance, avant 1154, de Pierre, seigneur de Ceys, avec Bonne de Montfaucon, de la famille des comtes de Montbéliard et petite-fille d'Agnès de Montbéliard.
De 1449 à 1816 la famille de Scey donna quinze chevaliers de l'ordre de Saint-Georges. Elle fut reçue trois fois aux Honneurs de la Cour en 1750, 1762 et 1786.

## Origines
La famille de Scey — autrefois de Cey, ou encore de Ceys, Seys, Say, —, tire son nom de la terre de Scey-en-Varais, autrefois Ceys en Varaix, près d'Ornans dans le Doubs dont le château est cité dès 1083 dans une donation de Gui « prince du château de Scey » à l'abbaye Saint-Pierre de Baume-les-Messieurs,.
Selon les différents auteurs qui ont étudié et proposé une généalogie de la famille de Scey, l'origine de cette maison « se perd dans les temps les plus reculés » et on en trouve mention dès le Xe siècle,,. « Certains auteurs remontant même la filiation jusqu'au Xe siècle et affirmant que jusqu'au XVIe siècle elle avait été presque aussi puissante que les comtes de Bourgogne ».
Les premiers membres de la famille de Scey dont on a connaissance remonteraient à 937, avec Attelle (ou Attella), nobilis matrone, veuve de N. de Scey (N. de Cey) et châtelaine de Scey-en-Varais, qui pour beaucoup d'historiens était la fille d'Albéric de Narbonne, comte de Mâcon,, qui fut avec ses deux fils, bénéficiaire à titre précaire de la terre de Frontiniacum de la part de Gerfroi, archevêque de Besançon,. Mais la famille de Scey conserva la terre jusqu'en 1092, date à laquelle Hugues III, archevêque de Besançon obligea Otton de Scey, descendant et successeur d'Attelle, à rendre cette terre à l'archevêché,,.
En 947, Guillène de Ceys échangea par contrat avec l'archevêque de Besançon l'église de Reugney qui faisait partie de la terre de Scey. Qualifié homme illustre et vassal du comte Hugues, il est supposé l'un des fils d'Attelle puisqu'il était seigneur de Scey à la même époque. Il est mentionné dans la charte comme père de Guy de Scey.
Hugues sire Ceys est nommé en 1037 dans une charte de donation de Renaud, comte de Bourgogne, à l'église de Flavigny et Henri sire de Ceys en 1060 nommé dans une charte du chapitre de Besançon.

## Histoire

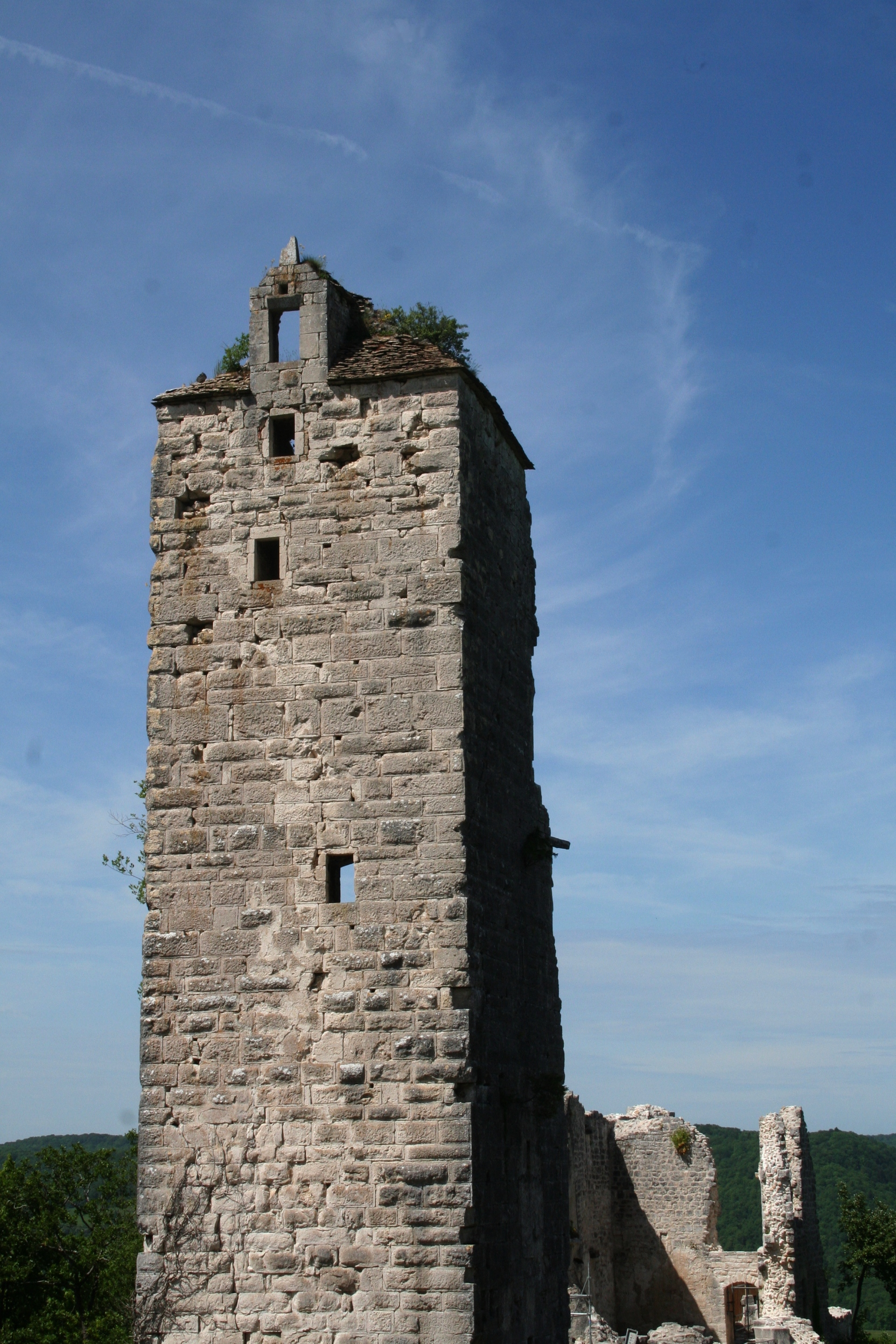
Château de Scey

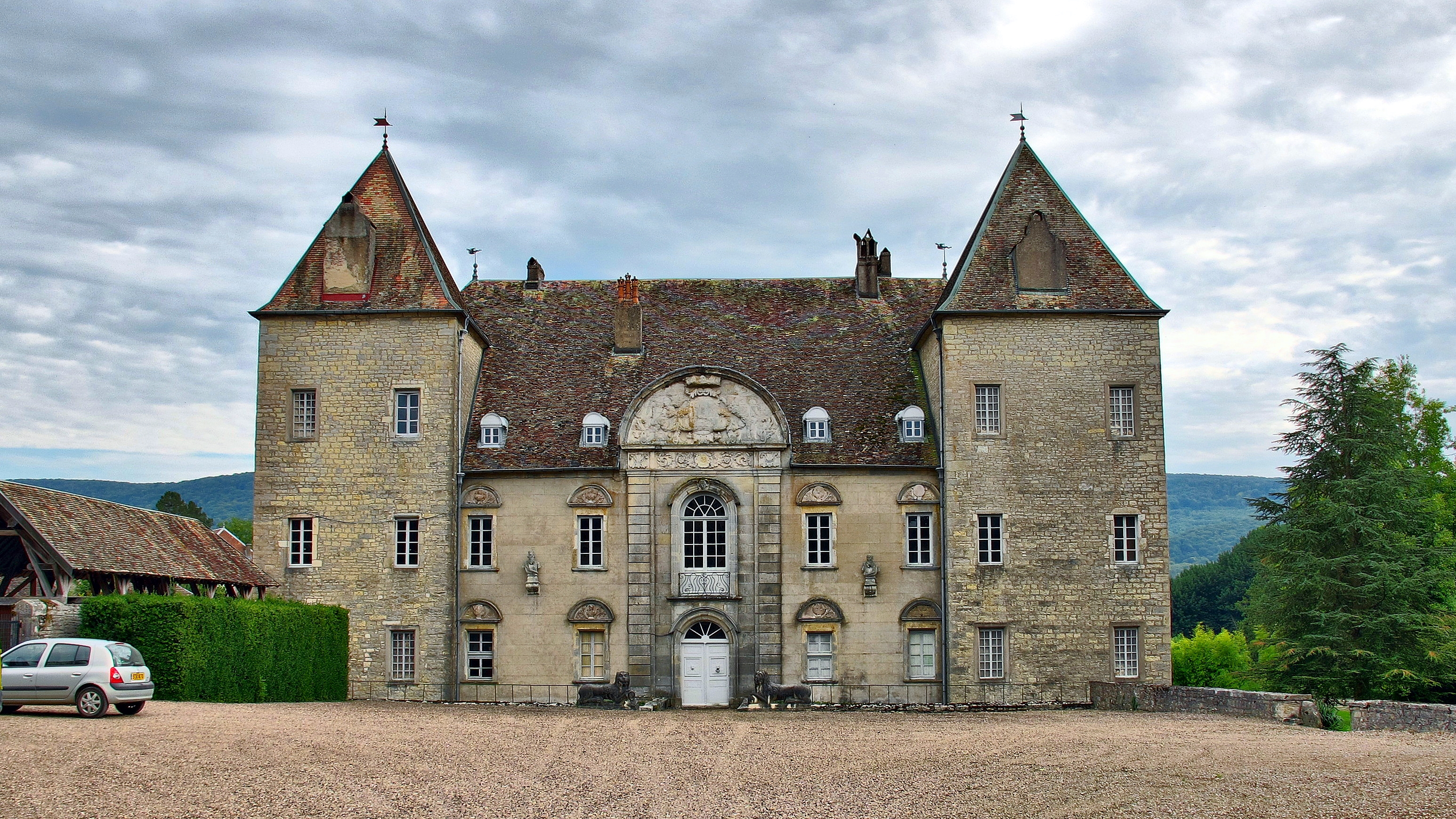
Château de Buthiers

La filiation suivie de la famille de Scey remonterait au XIe siècle (Brelot, 1972). Elle serait suivie jusqu'à 1090, avec Pierre de Ceys, alias de Scey, sire de Scey,:
Pierre Ier de Ceys — donné par certains auteurs comme fils de Guy sire de Ceys mentionné en 1083 (Labbey de Billy, 1815) — est  dit « sire du château de Ceys » dans une charte de 1090 ou 1092 par laquelle Amédée, seigneur de Montaufon, rend ses successeurs vassaux de l'archevêque de Besançon en échange que ce dernier avait obtenu que Pierre de Ceys lui restitue une partie du fief de Montfaucon qu'il retenait (en 1815 cet acte subsistait dans les archives de l'église de Besançon).
Son frère, « Othon de Ceys [...] restitua à l'archevêque Hugues III la terre de Frasne, qu'Attelle, sa quatrième aïeule, avait reçue avant 937 à titre de précaire de l'archevêque Gerfroi ». « Il n'était pas l'aîné de ses frères, parce que de son temps et celui de ses fils, on trouve Pierre, qualifié seigneur du château de Scey. »
Pierre II (ou Ponce), seigneur de Ceys (fils de Pierre I), épousa une fille de la maison de Traves, petite-fille d'Hugues seigneur de Traves et de Judith, fille du duc de Lorraine.
Pierre III, seigneur de Ceys (fils de Pierre II), fit une donation en 1154 à l'abbaye Notre-Dame de Bellevaux de ce qu'il possédait à Foucherans. Il avait épousé avant 1154 Bonne de Montfaucon, donnée comme fille de Richard de Montfaucon, comte de Montbéliard, mais plus probablement fille d'Amédée II de Montfaucon comte de Montbéliard.
Pierre IV, seigneur de Ceys (fils de Pierre III) qualifié neveu de Richard comte de Montbéliard dans un accord avec un chanoine de Besançon. Il joignit le nom de Montbéliard au sien. Etant prêt à partir en croisade, il rendit en 1239 deux sujets aux religieux de Billion. Il est présumé mort lors de la croisade[réf. nécessaire]. Il épousa Clémence de Neufchâtel. Dont trois fils :
- Pierre V, seigneur de Ceys. Il est présent en 1230 lors de la signature du contrat de mariage d'Alix, fille d'Othon, duc de Méranie, comte Palatin de Bourgogne, avec Hugues, fils de Jean, comte de Châlons et il est « du nombre des grands seigneurs qui en cautionnèrent les promesses, de la part du duc de Méranie, et par-là concourut à rétablir la paix au Comté de Bourgogne »[29]. Parti pour la Terre-Sainte en 1240, il fut l'auteur d'une branche ainée éteinte depuis longtemps (Labbey de Billy, 1815)[29],
- Richard, seigneur de La Baume et en partie de Ceys, auteur d'une branche éteinte à la fin du XIIIe siècle[29],
- Othon de Ceys « sire de Ceys, en partie », auteur d'un troisième branche qui continua[29]. Marié à N d'Arguel, il fut le père de Raald sire de Ceys qui était mort en 1300. Le « nécrologe de l'église métropolitaine St.-Étienne de Besançon fait mention de lui à l'occasion de la mort de Raald, son fils, en disant qu'au mois de décembre mourut Raald, fils d'Othon, sire de Scey »[29]. Il épousa Jeanne dame de Fertans, héritière de sa maison, qui apporta la terre de Fertans dans la maison de Scey, étant veuve, elle fit un « testament, en 1329, où elle nomma ses enfants, et dans un codicile de la même année, ordonna à Thiebaud de Scey, son petit-fils, qu'elle avait nommé son héritier, de placer une bannière aux armes de son père dans l'église où il avait été inhumé, ce qui prouve sa puissance et qu'il avait assez de vassaux pour avoir une bannière sous laquelle ils marchaient dans les expéditions de guerre »[29].

Jusqu'au XIVe siècle, la maison de Scey par ses « immenses possessions dans les montagnes et ses alliances illustres » occupa un rang important. Elle « se [trouva] mêlée partout à la vie féodale » du comté de Bourgogne, « [compta] un grand nombre de vassaux combattant sous sa bannière », dont les seigneurs de Neufchâtel, de Cicon, d'Eternoz, de Cléron, de Gonsans de Myon, etc. Dans les anciennes chartes, ses membres sont « toujours nommés parmi les plus grands seigneurs » et ils avaient droit de sépulture à côté des comtes de Bourgogne dans la basilique Saint-Étienne de Besançon.
À la fin du XIIIe siècle, le comte de Bourgogne Philippe V le Long, pour une raison inconnue, les força à se soumettre et ils durent se séparer d'un grand nombre de leurs possessions.
La famille de Scey, de noblesse chevaleresque, donna plusieurs chevaliers croisés, dont entre autres Etienne et Humbert de Scey, frères, chevaliers, qui participent en 1226 à la croisade contre les Albigeois; Pierre de Scey, neveu du comte de Montbéliard, qui partant en croisade fit en 1239 une donation à l'abbaye de Bullion et mourut sans doute en Terre Sainte et Etienne de Scey, chevalier, chef d'un régiment qu'il avait levé contre les Turcs, tué en Hongrie vers 1530.
Deux membres de la famille de Scey furent gardiens du comté de Bourgogne : Thibaut de Ceys en 1349 et 1351 et Jean de  Scey en 1363.
La maison de Scey perdit de sa puissance au milieu du XIVe siècle sous Thibaut de Scey qui se ruina à guerroyer avec ses voisins et du fait de ses trop nombreuses branches : les branches ainées s'éteignirent et leurs principales terres passèrent dans d'autres familles, les branches cadettes divisant continuellement leurs biens entre leurs enfants « ne furent que l'ombre de ce qu'elles avaient été ».
Aux XVIIe siècle et XVIIIe siècle, la famille de Scey-Montbéliard donna des lieutenants-généraux et des officiers au service du roi d'Espagne et du roi de France après le rattachement de la Franche-Comté à la France.
En 1811, le préfet du Doubs dans un rapport écrit que « La maison de Scey était l'une des plus anciennes et des plus illustres de la Franche-Comté ».
Au début du XIXe siècle, le comte Pierre-Georges de Scey-Montbéliard, partisan d'un régionalisme franc-comtois et dont la femme  Catherine de Reinach-Heidwiller était cousine du prince de Schwarzenberg, généralissime des armées autrichiennes et alliée aux Habsbourg, milita dès la défaite de l'armée impériale à Leipzig pour l'idée d'un Franche-Comté indépendante dans la mouvance de l'empire d'Autriche. Il fut ensuite préfet puis député du Doubs.
Le Grand Armorial de France ainsi que Roger de Lurion dans le Nobiliaire de Franche-Comté et les auteurs ayant donné la généalogie de la famille de Scey indiquent une filiation suivie remontant à Pierre sire de Ceys, qui par un acte de 1090 rendit une portion du fief de Montfaucon dont il s'était emparé de force à Amédée seigneur de Montfaucon.
François Bluche dans les Honneurs de la cour écrit sur la famille de Scey : « Maison remontant sa filiation à la fin du XIe siècle ».
Régis Valette indique pour la famille de Scey-Monbéliard la date de 1449 comme « principe de noblesse datée ». 1449 est la première date d'admission d'un membre de la famille de Scey comme chevalier de l'ordre de Saint-Georges en Franche-Comté,,, ordre qui demandait des preuves de noblesse de seize quartiers, et jusqu'à neuf degrés du côté paternel. De 1449 à 1816 la famille de Scey donna quinze chevaliers de l'ordre de Saint-Georges.
La famille de Scey se divise en quatre branches» :
- Les seigneurs de Fertans, éteints en 1544.
- Les seigneurs de Maillot, éteints au début du XVIIe siècle.
- Les seigneurs de Buthiers, éteints en 1678.
- Les barons de Chevroz, branche subsistante.

La généalogie détaillée de la famille de Scey-Montbéliard et de ses différentes branches a été donnée par François-Ignace Dunod de Charnage dans Mémoires pour servir à l'histoire du comté de Bourgogne, par l'abbé Guillaume dans Histoire généalogique des sires de Salins au comté de Bourgogne, par François-Alexandre Aubert de La Chenaye Desbois dans Dictionnaire de la noblesse, et revue en 1815 par Nicolas Antoine Labbey de Billy dans Histoire de l'Université du Comté de Bourgogne.
La famille de Scey-Montbéliard est reçue trois fois aux Honneurs de la Cour en 1750, 1762 et 1786.
Le château de Scey, appelé aussi « castel Saint-Denis », à Scey-Maisières, dans le Doubs, est en ruines.

## Personnalités

### Seigneurs
- Thibaut de Ceys, seigneur de Scey et de Fertans, gardien du comté de Bourgogne en 1349 et en 1351.
- Jean de Scey, gardien du comté de Bourgogne en 1363.

### Religieux
- Humbert de Scey, archevêque de Besançon de 1134 à 1161.
- Isabelle de Scey, abbesse de l'abbaye Notre-Dame de Migette en 1591.
- Jean Baptiste de Scey-Montbéliard, aumônier du roi, chanoine de Saint-Pierre de Mâcon, abbé commendataire de Saint-André les Clermont (1749) et de Gimont (1761), chevalier de Saint-Georges (1749)[32].
- Bégnine de Scey, chanoinesse de l' abbaye de Château-Chalon[32].

### Militaires
- Jean Baptiste de Scey, colonel du régiment d'Aumont (1642), assista à la bataille de Rocroi (1643), mestre de camp d'une terce d'infanterie, gouverneur d'Alguaire (1648)[32].
- Jean de Scey, marquis de La Menglane (1647), en Italie, lieutenant général de la cavalerie de Bourgogne dans les armées de Philippe IV d'Espagne[32].
- Jean Claude de Scey, baron de Chevroz (1624-1713), colonel d'un régiment en Espagne, commandant le fort de Salins.
- Antoine Alexandre  comte de Scey-Montbéliard (1717-1789), lieutenant général des armées du roi, chevalier de Saint-Georges (1735), commandeur de l'ordre royal et militaire de Saint-Louis (1779), grand bailli d'épée de Dole[32].
- Pierre-Georges de Scey-Montbéliard (1771-1847), fils du précédent, colonel de cavalerie, préfet du Doubs, député du Doubs, chevalier de Saint-Georges.

### Autres personnalités
- Winnaretta Singer, comtesse de Scey-Montbéliard[45] puis princesse de Polignac, richissime mécène et fille de Isaac Merritt Singer, inventeur des machines à coudre du même nom, mariée de 1887 à 1892 à Louis comte de Scey-Montbéliard (1856-1926) puis au prince Edmond de Polignac (1834-1901).

## Titres
- Marquis de la Minglane (Italie) par lettres patentes de 1647[46] (titre éteint)
- Baron de Chevroz
- Comte de Scey par lettres patentes de Philippe IV en 1649[46]
- Comte de Scey-Montbéliard par lettres patentes de 1679[46]

## Armes et devise
- De vair plain (armes primitives probables)[47]
- De sable au lion d'or couronné du même, armé et lampassé de gueules, accompagné de neuf croisettes recroisettées au pied fiché d'or (armes modernes)[47]
- Timbre une couronne d'or, surhaussée d'un lévrier d'argent[47].
- Supports : Deux lions d'or[47].
- Adage : Vanité de Scey[47].
- Devise : Point ne veut changer de Scey[48],[49] ou encore Scey change ne veut, avant tout, malgré tout.[50].

#### Ouvrages contemporains
- Raoul de Warren, Grand armorial de France, vol. 6, Société du Grand armorial de France, 1948 (lire en ligne [PDF]), p. 188, notice 31.527 : de Scey et de Scey-Montbéliard.

#### Ouvrages anciens
- François-Alexandre Aubert de La Chenaye-Desbois, Dictionnaire de la noblesse : contenant les généalogies, l'histoire et la chronologie des familles nobles de France, vol. 4, Paris, Schlesinger frères, 1864 (lire en ligne), p. 921-946 : généalogie de la maison de Scey.
- François-Ignace Dunod de Charnage, Mémoires pour servir à l'histoire du comté de Bourgogne, vol. 2, Besançon, Jean-Baptiste Charmet, 1740 (lire en ligne), p. 211-221 : généalogie de la maison de Scey.
- Abbé Jean-Baptiste Guillaume, Histoire généalogique des sires de Salins au comté de Bourgogne, Besançon, Jean-Antoine, 1757 (lire en ligne), p. 179-222 : généalogie de la maison de Scey.
- Nicolas Antoine Labbey de Billy, Histoire de l'Université du Comté de Bourgogne et des différents sujets qui l'ont honorée, vol. 2, Besançon, C.F. Mourgeon, 1815 (lire en ligne), p. 60-89 : généalogie de la maison de Scey.
- Roger de Lurion, Nobiliaire de Franche-Comté, Besançon, P. Jacquin, 1890 (lire en ligne), p. 731-733.
- Alphonse Rousset, Dictionnaire géographique, historique et statistique des communes de la Franche-Comté et des hameaux qui en dépendent, classés par département : département du Jura (4 volumes), 1853-1856.